# Cisna (plaats)
Cisna is een dorp in het Poolse woiwodschap Subkarpaten, in het district Leski. De plaats maakt deel uit van de gemeente Cisna en telt 460 inwoners.
Het dorpje ligt te midden van een cultuurlandschap in het rivierdal van de Majdan.